# 帕因菲柳
帕因菲柳是巴西南大河州的一个市镇。总面积182.182平方公里，总人口4480人，人口密度24.6人/平方公里。